# Catherine Eddowes
Catherine Eddowes, alias Kate Conway, Mary Kelly, Jane Kelly (ur. 14 kwietnia 1842, zm. 30 września 1888) – czwarta z „kanonicznych” ofiar Kuby Rozpruwacza.

## Życiorys
Urodzona w Graisley Green, Wolverhampton, była szóstym z dwanaściorga dzieci George'a Eddowes, blacharza, i jego żony Catherine. Krótko po narodzinach Kate rodzina Eddowes przeniosła się do Londynu. Według reportaży w prasie Kate pobierała nauki w Dowgate Charity School, niektórzy badacze uznają jednak za bardziej prawdopodobne iż była to St John's Charity School. 
Na przełomie lat czterdziestych i pięćdziesiątych rodzinę Catherine nawiedził szereg tragedii. Jej dwóch braci umarło w niemowlęctwie, zaś w roku 1855 matka Kate umarła na gruźlicę. Dwa lata później zmarł także George Eddowes. Harriett i Emma, starsze siostry Kate, były w tym czasie służącymi, zaś Elizabeth, kolejna z sióstr wyszła za mąż. Młodsze dzieci zostały umieszczone w Bermondsey Workhouse and Industrial School. Kate, dzięki wstawiennictwu Emmy, zamieszkała u swojej ciotki, Elizabeth Eddowes i jej męża Williama, na Bilston Street 50 w Wolverhampton. Jednak kilka miesięcy później Elizabeth poinformowała Emmę listownie, że Kate obrabowawszy swego pracodawcę, uciekła do Birmingham i zamieszkała ze swoim stryjem, Thomasem Eddowes, z zawodu szewcem. 
Kilka lat później Catherine poznała Thomasa Conwaya, a zakochawszy się w nim, opuściła stryja. Jakkolwiek nigdy się nie pobrali, Kate i Conway stanowili parę przez 20 lat i dorobili się trójki dzieci, córki Annie i dwóch synów. Razem z Conwayem Kate powróciła do Londynu, a z początkiem 1881 roku zamieszkali na Lower George Street 71 w Chelsea. Krótko potem ich związek rozpadł się, zdaniem Elizabeth, siostry Catherine, z winy Conwaya. Twierdziła ona, że Thomas, jakkolwiek nie upijał się regularnie, to jednak odebrawszy pensję pił razem z Kate, co kończyło się bijatykami, w których niska i drobna Catherine nie miała większych szans. Druga z sióstr, Emma, wskazywała, że sama Kate również nie stroniła od alkoholu.
Również w 1881 roku Kate, będąc już lokatorką przytułku przy Dean and Flower Street 55, poznała Johna Kelly'ego. Miała z nim spędzić resztę swego życia. Zimą John imał się dorywczych robót, Kate zaś zarabiała na życie jako sprzątaczka. Latem przemierzali kraj, wynajmując się do pomocy przy zbiorach chmielu. Być może Kate okazjonalnie dorabiała sobie prostytucją, nie ma na to jednak dowodów. 
Po zerwaniu z Johnem Conwayem Kate pozostawała w kontakcie ze swoją córką, Annie, która 5 sierpnia 1885 roku poślubiła niejakiego Louisa Philipsa. W roku 1886 Catherine zajmowała się Annie gdy ta leżała w połogu. Jednak krótko potem Philipsowie wyprowadzili się z dotychczas zajmowanego mieszkania przy King Street w Bermondsey, nie zostawiając adresu, i kontakt Kate z córką się urwał. Być może było to spowodowane tym, że Kate notorycznie przepijająca wszelkie posiadane pieniądze, często prosiła Annie o pożyczenie paru groszy. To również mogło być powodem dla którego Kate nie pozostawała w zbyt zażyłych stosunkach z trzema swoimi siostrami które osiadły w Londynie.
We wrześniu 1888 roku Kate i John Kelly powracali do Londynu po zakończonym sezonie zbiorów. W Maidstone mieli jeszcze tyle pieniędzy, że starczyło im na kupno pary nowych butów dla Johna i żakietu dla Kate, jednak gdy dotarli do Londynu, a było to 27 września, nie mieli już ani grosza. Tę noc spędzili w przytułku na Shoe Lane. Następnego dnia okazało się, że pieniędzy wystarczy im tylko na pojedyncze łóżko. Kate przekonała Johna żeby wykupił je dla siebie, sama zaś poszła do noclegowni na Mile End, gdzie mogła zapłacić za nocleg wykonując różne prace.
29 września Kelly postanowił zastawić swe nowe obuwie, aby zdobyć coś do jedzenia dla siebie i Catherine. Mimo początkowych oporów Kate zgodziła się na to i zaniosła buty do lombardu Jonesa na Church Street 31. Za uzyskane w ten sposób pieniądze nabyli jedzenie, a po posiłku John Kelly postanowił poszukać pracy na targowiskach, Kate zaś miała zamiar iść do swojej córki, Annie. Na odchodnym Kelly przypomniał jej o krążącym po mieście mordercy i kazał obiecać, że wróci do przytułku nie później niż o czwartej po południu. Kate odpowiedziała mu: Don't you fear for me. I'll take care for myself and I shan't fall in his hands. („Nie bój się o mnie. Dam sobie radę i nie wpadnę w jego ręce.”)

## Śmierć
Kate nie pojawiła się tego wieczora u swojej córki, jednak jakimś sposobem zdobyła pieniądze. O 20:30 konstabl Louis Robinson, zauważył tłumek ludzi stojących w okolicy numeru 29 na Aldgate High Street. Przepchnąwszy się w środek tej grupy gapiów odkrył leżącą na chodniku pijaną w sztok kobietę. Była to Catherine. Z pomocą konstabla George'a Simmondsa Robinson zaprowadził Kate na posterunek przy Bishopsgate Street, gdzie umieszczono ją w celi, do wytrzeźwienia. Około 0:55 w niedzielę 30 września Kate została uznana za dostatecznie trzeźwą i wypuszczona z celi. Zwalniający ją o godzinie 1:00 George Hutt był ostatnim, który widział Kate żywą. 
O godzinie 1:35, trzech przyjaciół, Joseph Lawende, rzeźnik Joseph Hyam Levy i sprzedawca mebli Henry Harris, widziało kobietę, stojącą w towarzystwie niezidentyfikowanego mężczyzny na rogu Church Passage, wiodącego ku Mitre Square. Lawende zidentyfikował później kobietę, jako Eddowes. Mężczyznę, opisał jako około trzydziestoletniego, wąsatego o jasnej karnacji, ubranego w luźną kurtkę, szary kaszkiet oraz czerwonawą apaszkę. Miał on przypominać marynarza. Jednakże Levy odmówił składania zeznań, a Harris nie był w stanie potwierdzić zeznań Josepha Lawende.
O 1:44, jakąś godzinę po tym jak odkryto ciało Elizabeth Stride na Berner Street, konstabl Edward Watkins wkroczył na niewielki placyk noszący nazwę Mitre Square, przez który wiodła trasa jego patrolu. W świetle latarki zobaczył mocno okaleczone ciało Kate, leżące w najciemniejszym kącie placu. Watkins poprzednio patrolował plac o godzinie 1:30, około czternaście minut wcześniej.
Po odkryciu ciała, Watkins udał się po pomoc do pobliskiego magazynu Kearley & Tonge, graniczącego z Mitre Square, gdzie przebywał nocny stróż i były policjant George James Morris, który stwierdził że nie słyszał i nie widział niczego podejrzanego. Inny stróżujący przy 5 Mitre Square, George Clapp i policjant po służbie, który mieszkał przy 3 Mitre Square, Richard Pearse, zeznali że również nie widzieli i nie słyszeli niczego podejrzanego.
Morderca pozostawił Kate ułożoną na plecach, z głową zwróconą w stronę lewego ramienia, z rozłożonymi nogami i spódnicami zadartymi pod brodę. Poderżnął jej gardło od lewej do prawej strony, niemalże odcinając głowę, zmasakrował twarz, tnąc w wzdłuż policzek, warg, powiek i nosa, odcinając też część prawego ucha i rozciął brzuch od mostka po spojenie łonowe. Wywleczone z jamy brzusznej wnętrzności spoczywały na prawym ramieniu, zaś między lewą ręką a tułowiem znajdował się 60-centymetrowy odcinek jelita grubego. Późniejsza sekcja wykazała brak lewej nerki i fragmentu macicy (szyjka oraz pochwa ofiary pozostały w ciele).
Patolog Frederick Gordon Brown, który przybył na Mitre Square w noc zbrodni około 2:00 nad ranem, stwierdził, że morderca „posiadał sporą wiedzę na temat lokalizacji organów” i na podstawie analizy obrażeń stwierdził, że działał on w pojedynkę, a zwłoki okaleczył, klęcząc obok nich z prawej strony.

### Graffiti z ulicy Goulston

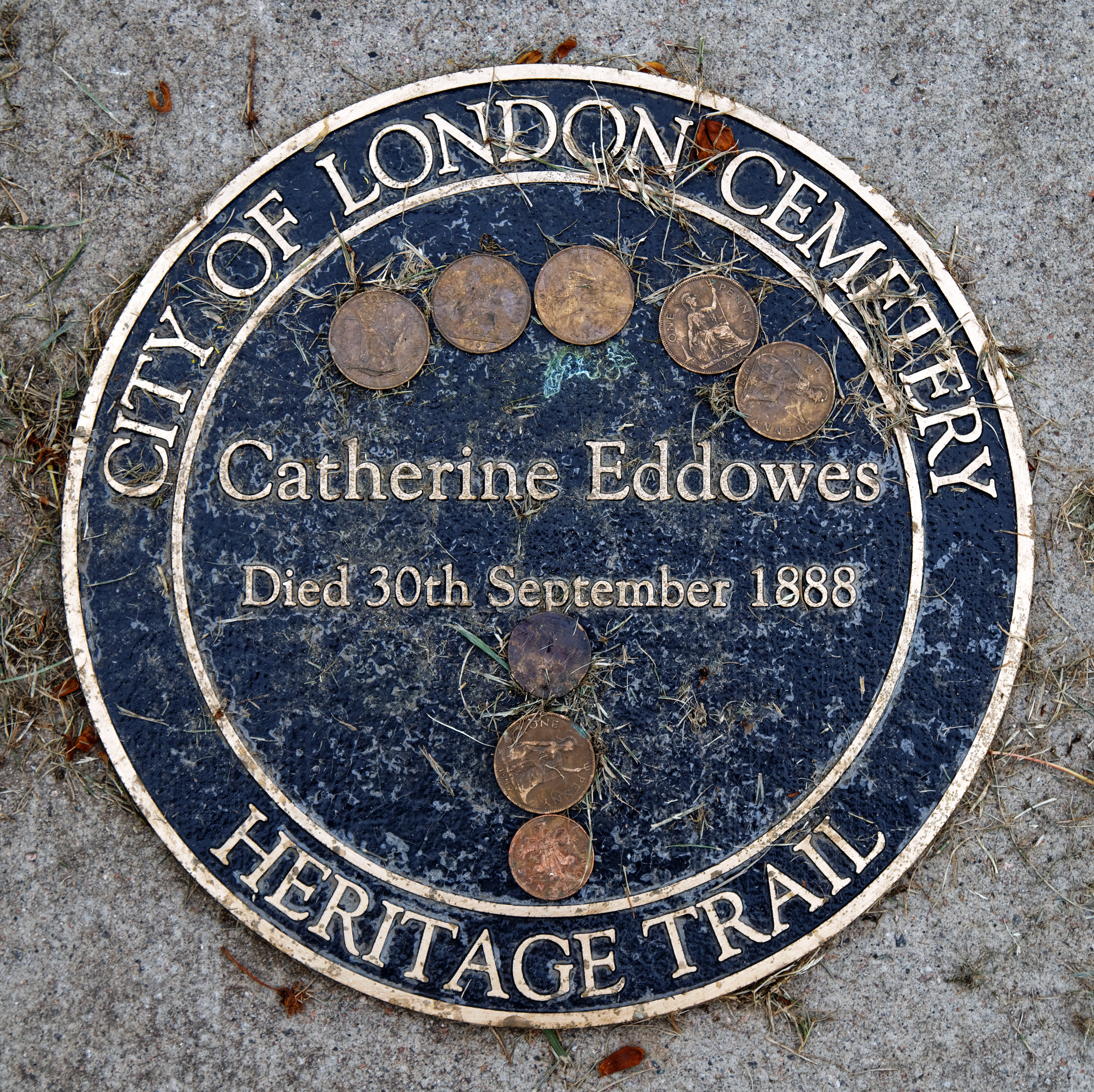
Grób Kate Eddowes w City of London Cemetery

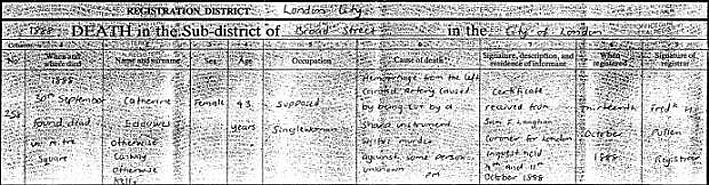
Karta zgonu C. Eddowes

O godzinie 2:55 nad ranem konstabl Alfred Long, patrolujący Goulston Street, znalazł w bramie wiodącej do numerów 108-119 fragment płótna pokryty krwawymi plamami. Jak się miało później okazać była to część fartucha Kate Eddowes, zapewne oddarta a następnie porzucona przez mordercę. Na ścianie powyżej fartucha widniał wykonany kredą napis: The Juwes are The men That Will not be Blamed for nothing. („Żydzi (?) to ludzie, którzy nie będą za nic obwiniani” - z błędną pisownią słowa Jews [Żydzi] oraz niepoprawnym w języku angielskim podwójnym przeczeniem). Po raporcie konstabla Longa poczyniono przygotowania aby napis sfotografować, jednak na wyraźne żądanie Charlesa Warrena został starty zanim to nastąpiło. Warren usprawiedliwiał tę decyzję obawą, iż mogło dojść do antyżydowskich zamieszek, co zważywszy na plotkę w myśl której Rozpruwaczem miał być niejaki John Pizer, zwany „Skórzanym Fartuchem”, tak się składa narodowości żydowskiej, nie było zupełnie pozbawione podstaw.
Kate została pochowana 8 października 1888 roku na cmentarzu City of London.

## List „Z piekieł”
16 października przewodniczący Komitetu Czujności Dzielnicy Whitechapel – George Lusk – odebrał list rzekomo napisany przez zabójcę. Dołączono do niego pudełko zawierające pół ludzkiej nerki. Autor listu pisze, że wyciął ją z ciała kobiety (w domyśle Eddowes), a drugą jej połowę „usmażył i zjadł”. Opinie co do autentyczności listu i załączonej do niego nerki są podzielone.